# 豊田市立若園小学校
豊田市立若園小学校（とよたしりつ わかぞのしょうがっこう）は、愛知県豊田市中根町にある公立小学校。

## 校区
- 中根町、花園町、吉原町が校区である。公立中学校に進学する場合は豊田市立若園中学校へ進学する [1]。
- 旧・碧海郡高岡町の小学校であった。

## 沿革
若園小学校は2000年（平成12年）に創立100周年記念式典を迎えている。これは1901年（明治34年）に若林尋常小学校と一本木尋常小学校を統合し、若園尋常小学校となったことによる。豊田市教育委員会によると創立年は1873年（明治6年）11月となっている。
- 1873年（明治6年）11月 - 第10番小学若林学校として開校。
- 1882年（明治15年） - 第70番小学花園学校に改称する。
- 1889年（明治22年）
  - 4月 - 若林尋常小学校に改称する。
  - 10月1日 - 若林村、花園村、北中根村、吉原村が合併し、若園村が発足。
- 1892年（明治25年） - 若林尋常小学校から一本木尋常小学校が分離する。若林尋常小学校の校区は若林、一本木尋常小学校の校区は花園、北中根、吉原。
- 1897年（明治30年）9月 - 若園村、堤村、竹村で組合を設置。鼎高等小学校が若園村に開校する。
- 1901年（明治34年） - 若林尋常小学校と一本木尋常小学校を統合し、若園尋常小学校となる。統合校舎が完成する。
- 1906年（明治39年）5月1日 - 駒場村、若園村、堤村、竹村が合併し、高岡村となる。
- 1907年（明治40年） - 高岡第二尋常小学校に改称する。
- 1908年（明治41年） - 鼎高等小学校が廃校。高等科を設置し、高岡第二尋常高等小学校に改称する。校舎を増築する。
- 1914年（大正3年） - 高等科を廃止し、高岡第二尋常小学校に改称する。高等科に進学する場合、新設の高岡高等小学校へ通学することとなる。
- 1919年（大正8年） - 校舎を増築する。
- 1927年（昭和2年） - 校舎（南校舎）を新築する。
- 1928年（昭和3年）4月 - 高岡村若園尋常小学校に改称する。
- 1941年（昭和16年）4月1日 - 高岡村若園国民学校に改称する。
- 1947年（昭和22年）4月1日 - 高岡村立若園小学校に改称する。
- 1956年（昭和31年）5月1日 - 高岡村が町制施行し、高岡町となる。同時に高岡町立若園小学校に改称する。
- 1957年（昭和32年） - 校舎（1927年建築）の位置を移し、大改修を行い中校舎とする。新南校舎（木造）が完成する。校地を拡張する。
- 1965年（昭和40年）9月1日 - 高岡町が豊田市に編入される。同時に豊田市立若園小学校に改称する。
- 1966年（昭和41年） - 校舎を増築する。
- 1970年（昭和45年） - 校舎を増築する。
- 1971年（昭和46年） - 校舎を増築する。
- 1972年（昭和47年） - 体育館、プールが完成する。
- 1973年（昭和48年） - 児童数増加による教室不足のため、運動場にプレハブ校舎を6教室設置。
- 1975年（昭和50年）4月 - 豊田市立若林東小学校を分離する。プレハブ校舎を撤去する。
- 1976年（昭和51年） - 児童数増加による教室不足のため、運動場にプレハブ校舎を3教室設置。
- 1977年（昭和52年） - 児童数増加による教室不足のため、運動場にプレハブ校舎を3教室増設。
- 1978年（昭和53年）4月 - 豊田市立若林西小学校を分離する。プレハブ校舎を撤去する。
- 1979年（昭和54年）
  - 3月 - 校舎を増築する。
  - 7月 - 本館が完成する。
- 1981年（昭和56年） - 特別教室が完成する。
- 1988年（昭和63年） - 新体育館が完成する。
- 1991年（平成3年） - 新プールが完成する。
- 2000年（平成12年） - 創立100周年記念式典を行う。

## 交通アクセス
- 名鉄三河線若林駅下車、徒歩約15分。
- 高岡ふれあいバス【路線1】「富士団地」バス停より徒歩約3分。

## 周辺施設
- 愛知県立豊田南高等学校
- 豊田市立若園中学校
- 豊田市立高岡中学校
- 豊田市立若林東小学校
- 豊田市立若林西小学校
- 豊田市立若園こども園
- 豊田市役所高岡支所
- 西三河自動車検査登録事務所
- 岡崎信用金庫高岡支店
- アイシン新豊工場
- 名鉄三河線若林駅